# Eurydice (fille d'Antipater)
Pour les articles homonymes, voir Eurydice (homonymie).
Eurydice est la fille d’Antipater, régent de Macédoine de 336 à 319 avant notre ère. Elle épouse Ptolémée en 321.

## Biographie
Eurydice épouse Ptolémée dans le cadre des négociations entre Diadoques pour le partage de l'empire d'Alexandre. De cette union naissent Lysandra, Ptolémaïs, Ptolémée Kéraunos et Méléagre. 
Après les accords de Triparadisos, elle part rejoindre son époux en Égypte et emmène avec elle sa nièce Bérénice. Elle est alors répudiée par le roi qui épouse Bérénice. 
Elle se retire avec ses enfants auprès de Séleucos puis auprès de son fils Ptolémée Kéraunos qui s'est emparé de la Macédoine. Après la mort de celui-ci en 279, elle se retire à Cassandréia et en déclare les habitants libres. 